# زنبق پردی
زنبق پردی (نام علمی: Iris purdyi) نام یک گونه از سرده زنبق است.